# Marche symphonique
Marche symphonique pour deux pianos is een compositie van Eyvind Alnæs. In tegenstelling tot hetgeen het eerste deel van de titel doet vermoeden is dit werk dus geen compositie voor symfonieorkest, maar voor twee piano’s. Uiteraard is het tempo voor deze mars een robuuste Alla marcia. Het werk werd uitgegeven door Edition Wilhelm Hansen (nr. 1105)